# Altamira (Velasco)
Altamira (auch: Alta Mira) ist eine Streusiedlung im Departamento Santa Cruz im südamerikanischen Andenstaat Bolivien.

## Lage im Nahraum
Altamira liegt in der Provinz José Miguel de Velasco und ist der drittgrößte Ort im Municipio San Miguel. Altamira liegt auf einer Höhe von 458 m in der Region Chiquitania im Quellbereich der Quebrada Altamira, die hier in nordwestlicher Richtung fließt.

## Geographie
Altamira liegt im bolivianischen Tiefland im semi-humides Klima der warmen Tropen.

Die monatlichen Durchschnittstemperaturen schwanken im Jahresverlauf nur geringfügig zwischen 20,8 °C im Juni und 26,8 °C im Oktober, wobei sie zwischen September und März fast konstant um 26 °C liegen. Das Temperatur-Jahresmittel beträgt 24,5 ° (siehe Klimadiagramm San Ignacio de Velasco).
Die jährliche Niederschlagsmenge liegt im langjährigen Mittel bei 1200–1300 mm. Drei Viertel des Niederschlags fallen in der Regenzeit von November bis März, während in der Trockenzeit in den ariden Monaten Juni, Juli und August kaum je 30 mm pro Monat fallen.

## Verkehrsnetz
Altamira liegt in nordöstlicher Richtung 446 Straßenkilometer von Santa Cruz entfernt, der Hauptstadt des Departamentos.
Von Santa Cruz aus führt die asphaltierte Nationalstraße Ruta 4 über 57 Kilometer in nördlicher Richtung über Warnes nach Montero. Hier trifft sie auf die Ruta 10, die über eine Strecke von 279 Kilometern nach Osten führt und die Ortschaften San Ramón, San Javier und Santa Rosa de Roca als Asphaltstraße durchquert. Auf den restlichen 60 Kilometern bis zur Provinzhauptstadt San Ignacio de Velasco ist die Straße unbefestigt, ebenso auf ihrem 310 Kilometer langen weiteren Weg nach Osten entlang der brasilianischen Grenze über San Vicente de la Frontera nach San Matías und weiter in die brasilianische Stadt Cáceres.
Von San Ignacio aus nach Süden führt die Nationalstraße Ruta 17 und erreicht nach 38 Kilometern San Miguel de Velasco. Von dort aus folgt man der Ruta 39 knapp zehn Kilometer nach Westen, bis eine unbefestigte Seitenstraße in das ein Kilometer südlich der Straße gelegene Altamira führt.

## Bevölkerung
Die Einwohnerzahl der Ortschaft ist in dem Jahrzehnt zwischen den beiden letzten Volkszählungen geringfügig angestiegen:
| Jahr | Einwohner         | Quelle       |
| ---- | ----------------- | ------------ |
| 1992 | keine Detaildaten | Volkszählung |
| 2001 | 480               | Volkszählung |
| 2012 | 507               | Volkszählung |
| 2024 |                   | Volkszählung |